# 摩爾多瓦鄉

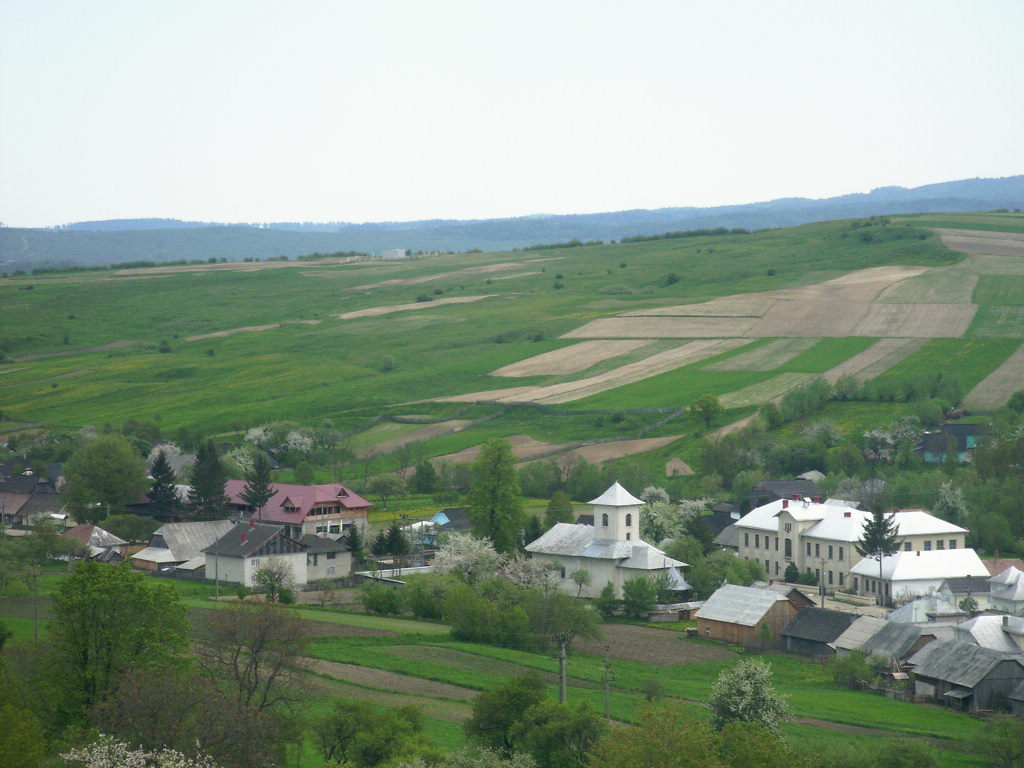

47°28′N 26°02′E / 47.467°N 26.033°E
摩爾多瓦鄉（羅馬尼亞語：Comuna Valea Moldovei, Suceava），是羅馬尼亞的鄉份，位於該國東北部，由蘇恰瓦縣負責管轄，面積77平方公里，海拔高度450米，2002年人口3,779，人口密度每平方公里49人。